# 徐淮 (弘治丙辰進士)
徐淮（1474年—？），字伯川，廣西桂林府臨桂縣人，民籍，明朝政治人物。

## 生平
弘治五年（1492年）壬子科廣西鄉試第一名舉人。弘治九年（1496年）中式丙辰科進士會試第二百三十八名，三甲第一百四十六名進士。弘治十八年（1505年）担任湖廣承宣佈政使司蒲圻縣（今屬湖北省赤壁市）知縣。

## 家族
曾祖徐賢，按察司副使；祖父徐英；父徐顒，縣主簿。母吳氏；繼母郭氏。重庆下。兄徐潤、弟徐澄。